# منطقه قانزی
منطقه قانزی (به لاتین: Ghanzi District) یک ناحیه در بوتسوانا است که در غرب این کشور واقع شده‌است. منطقه قانزی ۱۱۷٬۹۱۰ کیلومتر مربع مساحت و ۴۳٬۳۷۰ نفر جمعیت دارد.